# Pseudodolbina
Pseudodolbina is een geslacht van vlinders uit de familie pijlstaarten (Sphingidae).

## Soorten
- Pseudodolbina aequalis Rothschild & Jordan, 1903
- Pseudodolbina fo (Walker, 1856)